# Neophya rutherfordi
Espèce
Statut de conservation UICN

 LC  : Préoccupation mineure
Neophya rutherfordi est une espèce monotypique de libellules de la famille des Synthemistidae (sous-ordre des Anisoptères, ordre des Odonates). La destruction de son habitat par l'agriculture et l'exploitation forestière est la principale menace pour la pérennité de l'espèce.

## Répartition
On retrouve Neophya rutherfordi en République démocratique du Congo, au Congo, au Gabon, au Ghana, en Guinée, au Liberia, au Nigeria et en Sierra Leone.

## Habitat
Cette espèce fréquente les ruisseaux et les rivières forestières.